# Паррен, Каллирои
Каллиро́и Парре́н (греч. Καλλιρρόη Παρρέν, урождённая Сигану, Σιγανού; Ретимнон, 1861 — Афины, 15 января 1940 года) — греческая педагог, журналистка и писательница; основательница феминистского движения в Греции.

## Биография
Родилась в 1861 году (по другим данным в 1859 году) в городе Ретимнон на острове Крит.
Дошкольное образование получила в школе монахинь в Пирее. После этого училась в одной из лучших школ для девочек в Афинах. В 1878 году она окончила школу Αρσάκειον для подготовки учителей. Стала образованной женщиной, знавшей много иностранных языков, включая русский, французский, итальянский, и английский.
После окончания обучения была приглашена в Одессу, где работала в течение двух лет в школе для девочек греческой общины города. Затем работала в течение нескольких лет в Адрианополе, где основала школу Zapeion также для греческой общины. Выйдя замуж за французского журналиста Жана Паррена (англ. Jean Parren), который открыл французское агентство печати в Константинополе, они в конце концов поселились в Афинах.
В Афинах Каллирои занялась феминистским движением и начала выпускать в 1887 году журнал для женщин Εφημερίς των Κυριών («Дамский журнал»). Это издание целиком было посвящено женщинам и еженедельно выходило до 1908 года. В 1908—1916 годах журнал издавался два раза в месяц. Прекратил своё существование в 1917 году, когда Паррен была сослана правительством Элефтериоса Венизелоса на остров Идра за свои выступления против участия Греции в Первой мировой войне на стороне Антанты.
Каллирои Паррен известна и другими своими инициативами. В Афинах она сотрудничала с европейским и американским женским движением, представляя свою газету на международных конференциях в Париже и Чикаго. Она боролась за права женщин в области получения образования и трудоустройства. В 1896 году она основала Союз греческих женщин. В 1908 году благодаря её усилиям был создан Национальный совет женщин Греции, сотрудничавший с Международным советом женщин. Она написала на греческом языке книгу «История женщин Греции», охватывающую период с 1650 по 1860 годы.
Кроме этого Каллирои создала литературный салон, известный как «Литературные субботы». Она дружила с такими писателями и публицистами, как Жюльеттой Адам, Жюлем Симоном, Григориосом Ксенопулосом, Костисом Паламасом. Также сама была автором несколько греческих романов, впервые опубликованных в её «Дамском журнале» под псевдонимом Майя. Паррен считается первой, признанной общественностью, греческой романисткой за свои произведения «Освобожденная», «Чародейка» и другие. За ней последовали писательницы Александра Пападопулу (1867—1906), Ирини Дендрину (1879—1974), Юлия Драгуми (1858—1937), Пенелопа Дельта.
Умерла 15 января 1940 года в Афинах.
Каллирои Паррен входит в число женщин, участниц композиции «Этаж наследия». Была награждена орденом Спасителя (первая из женщин Греции), серебряной медалью Афинской академии и медалью города Афины.